# Arsenal de Marinha do Rio de Janeiro

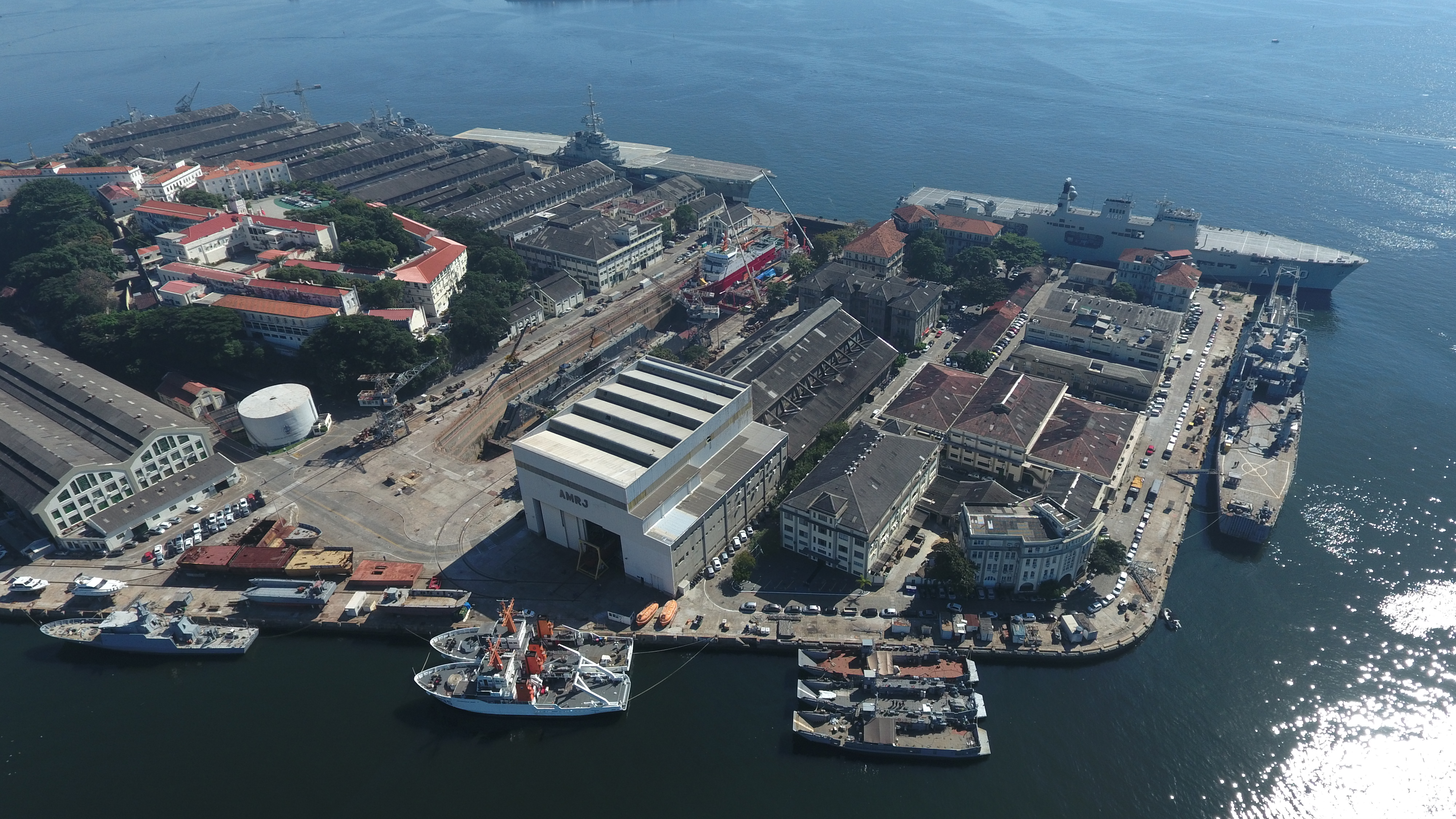
Vista da Ilha das Cobras com o complexo do AMRJ

O Arsenal de Marinha do Rio de Janeiro (AMRJ) é uma Organização Militar (OM) da Marinha do Brasil. Localiza-se na Ilha das Cobras, no interior da baía de Guanabara, na cidade do Rio de Janeiro.
O AMRJ foi fundado oficialmente em 29 de dezembro de 1763. Desde a sua criação, tem desempenhado um papel crucial na construção, manutenção e reparo dos navios da Marinha do Brasil, contribuindo significativamente para a defesa e a soberania nacional. Ao longo de sua história, passou por diversas transformações e modernizações para acompanhar o avanço tecnológico mundial. No século XIX, durante o reinado de Dom Pedro II, o arsenal foi ampliado e modernizado. Esse período marcou a transição do uso de navios de madeira para navios de ferro e aço, refletindo as mudanças na engenharia naval global.
Durante o século XX, o AMRJ continuou a se desenvolver, adaptando-se às novas demandas e tecnologias bélicas. Foi fundamental na construção de diversas embarcações de guerra, incluindo submarinos, fragatas e navios de patrulha, que contribuíram para a projeção de poder marítimo do Brasil. Além disso, o arsenal desempenhou um papel importante durante a Segunda Guerra Mundial, quando a Marinha do Brasil participou de operações de patrulha no Atlântico Sul para proteger as linhas de navegação aliadas.
Atualmente, o AMRJ continua a busar se atualizar na engenharia naval, dedicando-se à construção e manutenção dos meios navais. A instituição também se destaca na formação e capacitação de profissionais da área naval, oferecendo cursos e treinamentos especializados.

## História

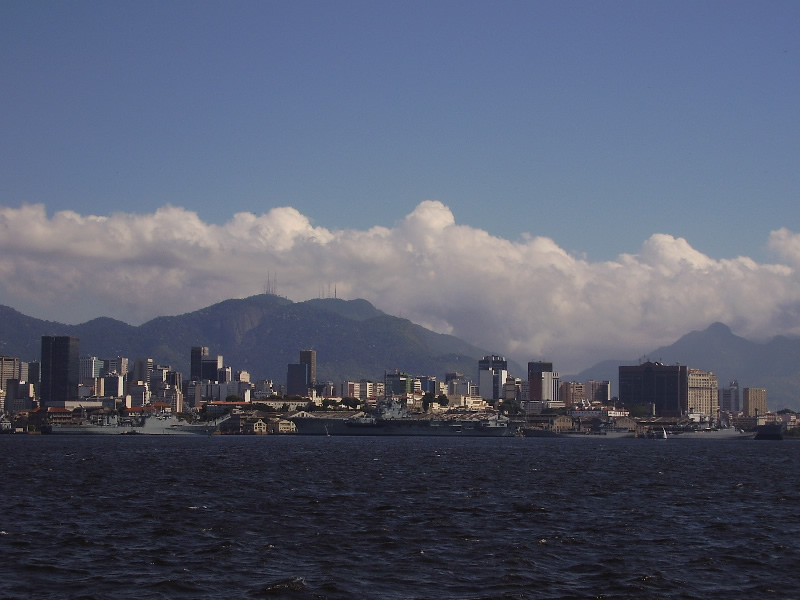
Arsenal de Marinha com a cidade do Rio de Janeiro ao fundo.

A instituição remonta à instalação do Arsenal do Rio de Janeiro, no sopé do morro de São Bento. Criado em 29 de dezembro de 1763 pelo Vice-rei Antônio Álvares da Cunha, 1° conde da Cunha, tinha o fim de reparar os navios da Marinha de Portugal. À época, acontecia a transferência da capital da Colônia, de Salvador para o Rio de Janeiro, entre outras razões, para a melhor proteção do ouro que provinha das Minas Gerais pela Estrada Real.
Com a vinda da Família Real Portuguesa para o Brasil em 1808, o Arsenal passou a ser designado como Arsenal Real da Marinha ou simplesmente como Arsenal da Corte. A partir de 1820, as suas dependências começaram a se expandir para a ilha das Cobras.
Após a Independência do Brasil, diante da necessidade de organizar e operar uma marinha nacional, as atividades do Arsenal tornaram-se prioritárias. Nesta fase, passou a se denominar Arsenal Imperial da Marinha, melhor conhecido como Arsenal de Marinha da Corte.
O século XIX assistiu a passagem da navegação à vela para a navegação a vapor, inicialmente com as embarcações com caixas de rodas de pás, posteriormente com as embarcações a hélice. Durante a chamada Era Mauá, foram construídas embarcações nos estaleiros da Ponta da Areia, em Niterói. Posteriormente, com a eclosão da Guerra da Tríplice Aliança, embarcações para a Armada Brasileira foram construídas em estaleiros na Inglaterra e também no AMRJ. Ao final do conflito, o Brasil havia fortalecido consideravelmente sua armada, tendo no AMRJ um vasto corpo de engenheiros navais, que propiciava ao país a capacidade de projetar e construir os seus próprios navios.
Em 1938 passavam a co-existir dois Arsenais: o Arsenal de Marinha das Ilha das Cobras (AMIC) e o Arsenal de Marinha do Rio de Janeiro (AMRJ). A partir de 1948, apenas o Arsenal localizado na Ilha das Cobras subsistiu, assumindo a designação de Arsenal de Marinha do Rio de Janeiro.

## Embarcações construídas no AMRJ

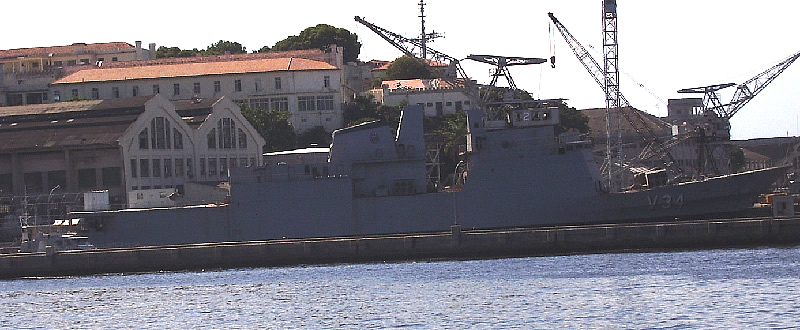
Corveta Barroso em fase final de construção no AMRJ.

- A primeira embarcação construída no Arsenal foi a Nau S. Sebastião, finalizada em 1767.[8]
- A última embarcação construída foi a Corveta Barroso V-34, em 2005.[8]
- Duas embarcações da classe Macaé estão sendo concluídas no AMRJ.[9]
- Navio mais antigo em operação: Monitor Parnaíba, finalizado em 1937.[8]